# Georges Louza
Georges Louza, pseudonyme de Marie Perrault, née à Rully, Saône-et-Loire, le 23 janvier 1857 et morte dans la même commune le 23 janvier 1947, est une romancière de langue française, autrice de romans pour jeunes filles.

## Biographie
Après son mariage en 1878 avec Paul Besson (1852-1933), elle le suit en Algérie. Après un retour à Rully, elle vit à Tanger pendant plusieurs années. Ses livres font souvent référence à ses souvenirs du Maghreb.
Sa sœur aînée, Sophie Victorine, a écrit sous les pseudonymes de Pierre Perrault et de Paul Perrault.

## Œuvre
- Le Cousin Patchouli, 1925
- Lisotte au nez camard, Gautier-Languereau, 1929coll. « Bibliothèque de Suzette »
- Mauviette et Barbe-Bleue, 1931
- Linou s'en va t'en guerre, Gautier-Languereau, 1933coll. « Bibliothèque de Suzette »
- Mirage, roman d'Afrique, 1933Bibliothèque du Petit Echo de la Mode
- La Vengeance d'OmarCollection Printemps no 46
- Petite Lionne, 1939